# Gyronde
De Gyronde is een rivier in Frankrijk in de Hautes-Alpes, in de regio Provence-Alpes-Côte d'Azur. De rivier mondt via de Durance uiteindelijk uit in de Rhône. De rivier begint met de samenvloeiing van de Gyr en de Onde nabij Vallouise: beide riviertjes ontspringen aan de gletsjers in de Ecrins.
De Gyronde stroomt door de volgende gemeenten: Pelvoux (bron), Vallouise, Les Vigneaux en L'Argentière-la-Bessée.
- Library of Congress Control Number: no94012559
- Nationale Bibliotheek van Israël: 987007533306105171
- Système universitaire de documentation: 028240545
- Virtual International Authority File: 159735894